# قرية القوزاق
قرية القوزاق (ستيتسيفكا) (بالأوكرانية: Козацький хутір (Стецівка)) هي متحف إثنوغرافي في الهواء الطلق يُحاكي أسلوب حياة القوزاق في منطقة تشيركاسي أوبلاست بـأوكرانيا. تقع في قرية ستيتسيفكا ضمن بلدية تشهيرين، وهي جزء من المحمية التاريخية الوطنية الأوكرانية المعروفة باسم تراكتي هوليتشا.

## الوصف
يُعرض في الموقع نموذج تقليدي لمستوطنة قوزاقية، وقد شُيّد بأسلوب معماري يعكس الحياة الريفية في القرون 17–18. يضم المجمع مباني سكنية، وطاحونة، وكنيسة، وحظائر، وأدوات زراعية أصلية.

## الأنشطة
- إعادة تمثيل الحياة اليومية للقوزاق.
- عروض للفولكلور الأوكراني.
- فعاليات ثقافية وتعليمية للزوار والطلاب.
- معرض دائم يعرض زي القوزاق وأسلحتهم ومقتنياتهم التقليدية.

## السياحة
تُعد قرية القوزاق وجهة سياحية شهيرة في منطقة تشيركاسي، خاصة للمهتمين بالتراث القومي الأوكراني، وتُستخدم أيضًا كموقع لتصوير الأفلام الوثائقية والدرامية التاريخية.